# Książ Wielkopolski
Książ Wielkopolski (in tedesco Xions, dal 1940 al 1943 Tiefenbach, dal 1943 al 1945 Schonz) è un comune urbano-rurale polacco del distretto di Śrem, nel voivodato della Grande Polonia.
Ricopre una superficie di 147,87 km² e nel 2006 contava 8 526 abitanti.